# Grotte di Castellana
Le grotte di Castellana sono un complesso di cavità sotterranee di origine carsica di interesse speleologico e turistico, situato nel comune italiano di Castellana Grotte, in Puglia.
Annesso al complesso c'è un museo speleologico.

## Storia
La storia della Grave inizia nel Cretaceo superiore (novanta milioni di anni fa), quando la Puglia era sommersa da un antico mare, nel quale vivevano vaste colonie di molluschi e vegetali marini. Per milioni di anni, generazioni e generazioni di queste forme di vita si sono succedute le une alle altre e, morendo, i loro gusci svuotati e le loro carcasse si sono accumulati sul fondo del mare, formando un gigantesco deposito di fango e di sabbia, che con il suo lento ma continuo accrescimento si è via via compresso, fino a formare uno strato di calcare dello spessore di diversi chilometri.
A partire da sessantacinque milioni di anni fa, il progressivo innalzamento delle terre ha portato la regione al suo aspetto attuale e nella massa calcarea emersa, a causa della sua rigidità, si sono formate estese fratture, che l'hanno fortemente incisa. L'acqua fluviale d'intense precipitazioni, percolando nel sottosuolo, ha formato un'estesa falda acquifera sotterranea in grado di sciogliere gradualmente il calcare e di allargare le fratture. Queste fratture hanno finito poi per unirsi le une alle altre per il crollo della roccia frapposta; formando così piccoli condotti, via via trasformatisi in ambienti sempre più ampi.
Nei luoghi in cui le fratture s'intersecano in gran numero (fenomeno qui più rilevante che in qualsiasi altro punto del sistema carsico castellanese) si sono verificati estesi e ripetuti crolli verso l'alto che hanno ridotto via via lo spessore di roccia che separava la cavità dall'esterno. Tale processo è continuato finché lo strato residuo, ormai assottigliato, non è crollato, facendo giungere all'interno della grotta il primo raggio di luce.

### La scoperta
A memoria d'uomo l'inghiottitoio d'accesso alla Grave è sempre esistito. Un primo tentativo di esplorazione fu realizzato alla fine del XVIII secolo da alcuni giovani del luogo, che tuttavia si arrestarono pochi metri dopo il maestoso ingresso. La scoperta dell'intero sistema di voragini e cavità che compongono il complesso risale al 23 gennaio 1938 per opera dello speleologo Franco Anelli nell'ambito di una campagna di ricerche speleologiche condotte nelle Murge sudorientali su invito dell'ente provinciale per il turismo di Bari.

### Ricerche in corso
La Grave è ben lungi dall'aver rivelato tutti i suoi segreti. Nel 2006 l'Amministrazione Comunale e la Società Grotte di Castellana hanno progettato ed effettuato un vasto intervento di ripulitura dell'abisso, riportando in superficie molti detriti, accumulati nel corso dello scavo della galleria d'accesso e di altri lavori di sistemazione turistica delle cavità, nonché il materiale di risulta, convogliato dallo scorrimento delle acque fluviali nella citata galleria e, da qui, in una depressione alla base della parete nord della voragine. È questo il punto nel quale si potrebbe sperare di rinvenire un accesso a nuove cavità, che potrebbero svilupparsi lungo la principale linea di frattura delle grotte, oggi conosciute, oppure perpendicolarmente a essa. Lo stesso Anelli, infatti, aveva già intrapreso uno scavo in tale direzione ma aveva dovuto rinunciarvi, di fronte al pericolo di frane e per la scarsità dei fondi a disposizione.
Le insufficienti risorse finanziarie hanno impedito, nel 2006, di completare lo scavo in questione, bloccato proprio laddove la parete della caverna inizia a curvarsi verso l'interno.
Un'indagine condotta in loco ha evidenziato ancora vari metri di terra sotto il punto di massima profondità raggiunta e, inoltre, ricerche geofisiche di superficie, condotte negli anni passati con varie tecniche d'indagine, hanno consentito ipotizzare l'esistenza di nuovi rami, che si darebbero dalla voragine iniziale. La storia della Grave non può, pertanto, dirsi conclusa e, forse, si avrà in futuro un riscontro circa gli esiti della pionieristica spedizione guidata nel Settecento da Vincenzo Longo, nel corso della quale quegli esploratori avrebbero visto caverne diverse da quelle oggi conosciute, esistenti, addirittura, sotto l'abitato di Castellana-Grotte.

## Descrizione
Le grotte di Castellana, estese e molto ripide per circa 3 chilometri, si aprono a 330 m sopra il livello del mare e a meno di 500 metri dall'abitato di Castellana. L'intero territorio comunale è caratterizzato da rocce calcaree composte essenzialmente da carbonato di calcio, prevalentemente del tipo calcare di Altamura.
L'ingresso naturale alle grotte è un'enorme voragine profonda sessanta metri denominata la Grave ("la profonda" in dialetto castellanese). La visita al pubblico si snoda lungo uno scenario per circa 1 km. L'itinerario più lungo, richiede due ore e si sviluppa per 3 km, tra caverne e voragini a cui sono stati dati nomi mitologici o fantastici a causa della loro somiglianza con personaggi, oggetti o animali. Dalla Grave alla Grotta Nera o della Lupa Capitolina, dopo aver superato il Cavernone dei Monumenti, superato la Calza e successivamente la Caverna della Civetta, attraversato il Corridoio del Serpente, la Caverna del Precipizio e il Piccolo Paradiso, si scorre per il lungo Corridoio del Deserto detto anche il Grand Canyon sotterraneo (di una colorazione rossiccia dovuta alla presenza in tale tratto di minerali ferrosi) si raggiunge la Caverna della Torre di Pisa, il limpido Laghetto di acqua di stillicidio, il Corridoio Rosso, la Caverna della Cupola e infine passando dal luccicante Laghetto di Cristalli, si giunge nella Grotta Bianca, cavità luminosa e splendente.
Sono presenti anche stalattiti eccentriche che sembrano violare la legge di gravità.

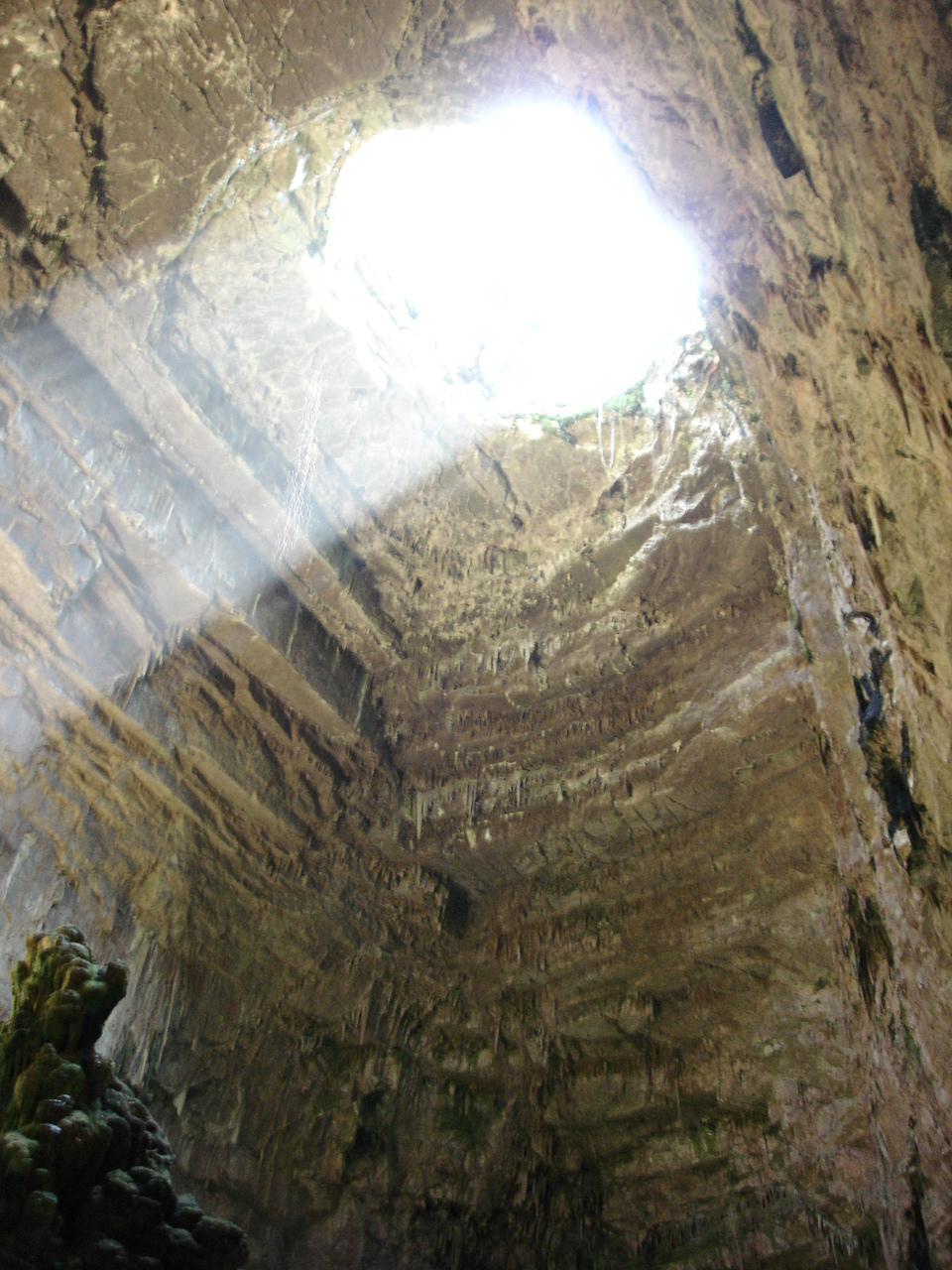
La caverna principale (la grave), all'ingresso delle grotte
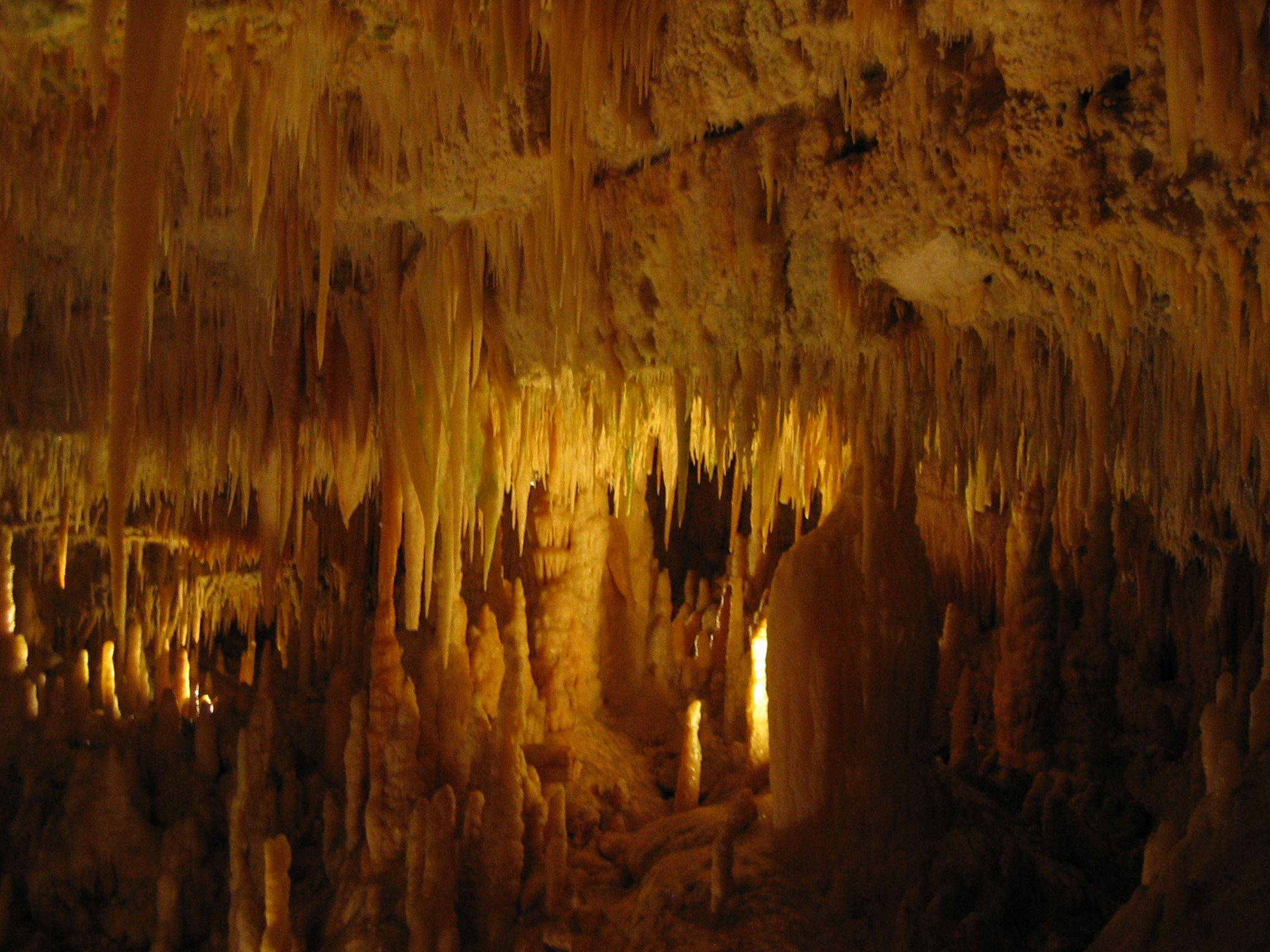
La Grotta Bianca
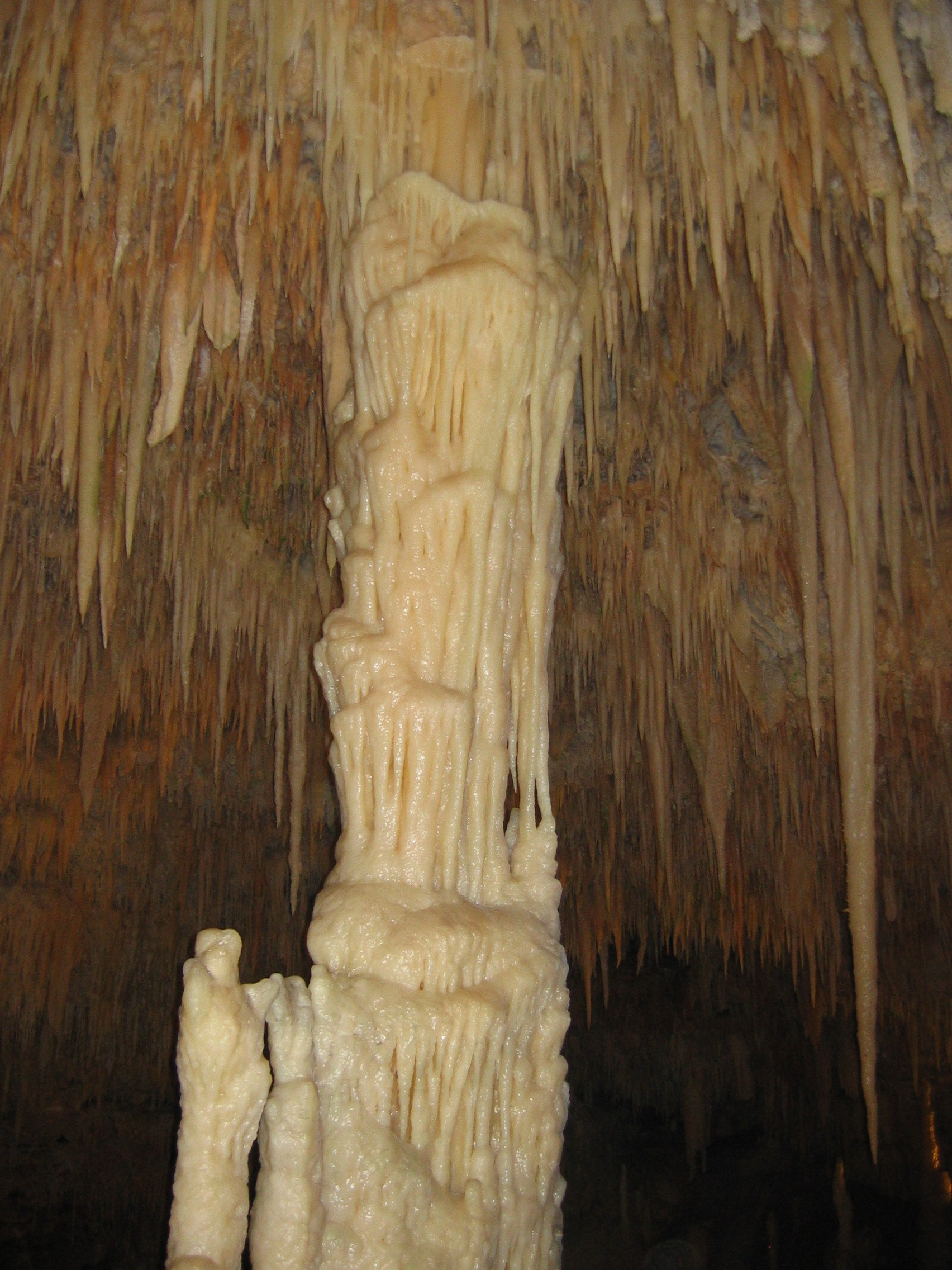
Stalattite centrale Grotta Bianca
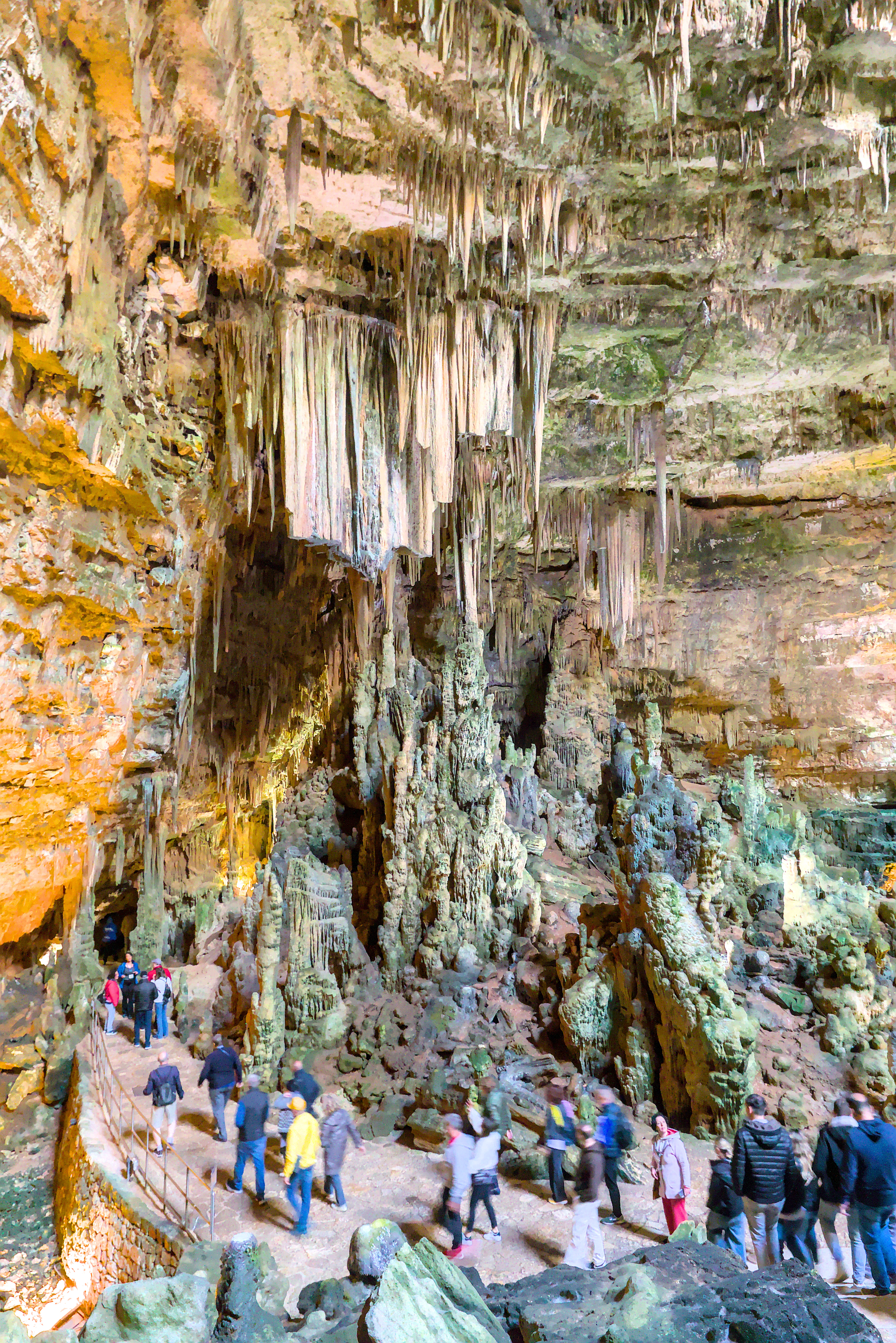
La Grave

## Biologia
La caverna nera è così denominata per la particolare colorazione che assumono le pareti per la presenza di piccoli funghi neri Scolecobasidium anellii.

### La fauna cavernicola
Le ricerche biospeleologiche condotte all'interno delle grotte di Castellana hanno portato alla scoperta di una ricchissima fauna cavernicola, tra cui nuove specie endemiche quali:
- i crostacei isopodi Murgeoniscus anellii e Castellanethes sanfilippoi;
- lo pseudoscorpione Hadoblothrus gigas[2];
- il coleottero stafilinide Tychobythinus anellii;
- il coleottero carabide Italodytes stammeri.

È presente anche l'ortottero Troglophilus andreinii, una specie di cavalletta cavernicola.
Com'è tipico di moltissime grotte, non mancano i pipistrelli, presenti qui con cinque specie: Miniopterus schreibersii, Rhinolophus ferrumequinum, Rhinolophus mehelyi, Rhinolophus euryale e Myotis capaccinii.

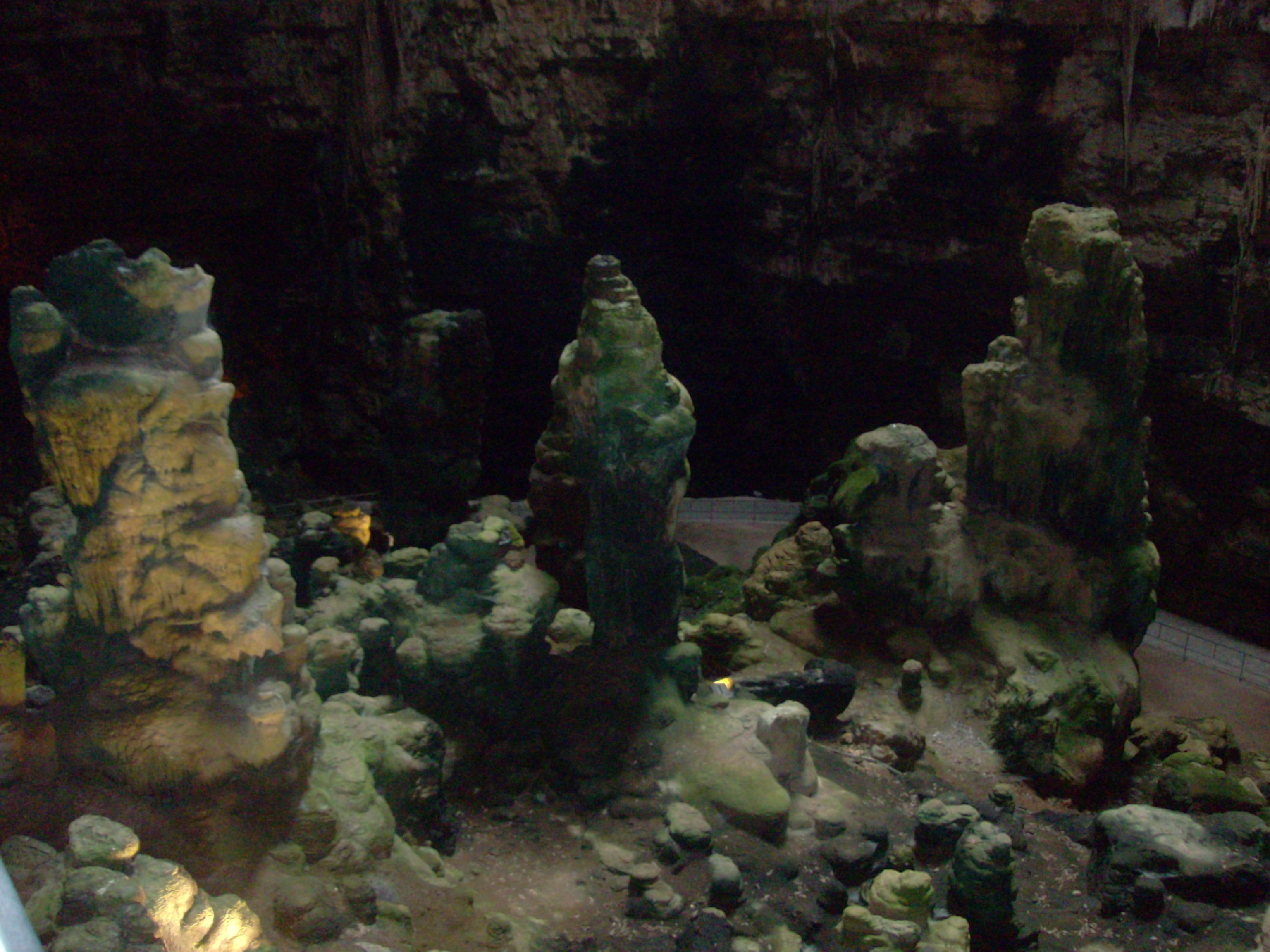
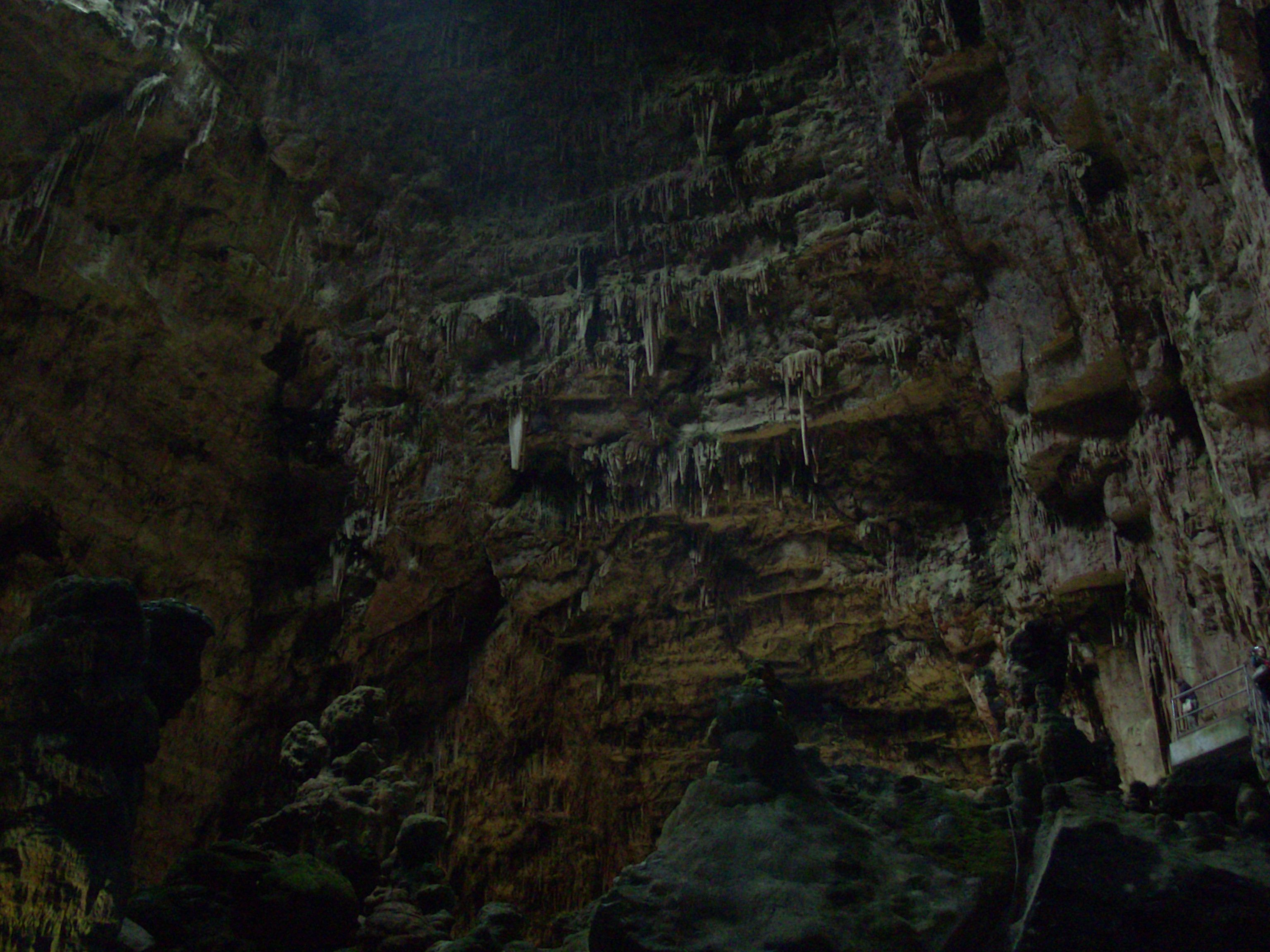
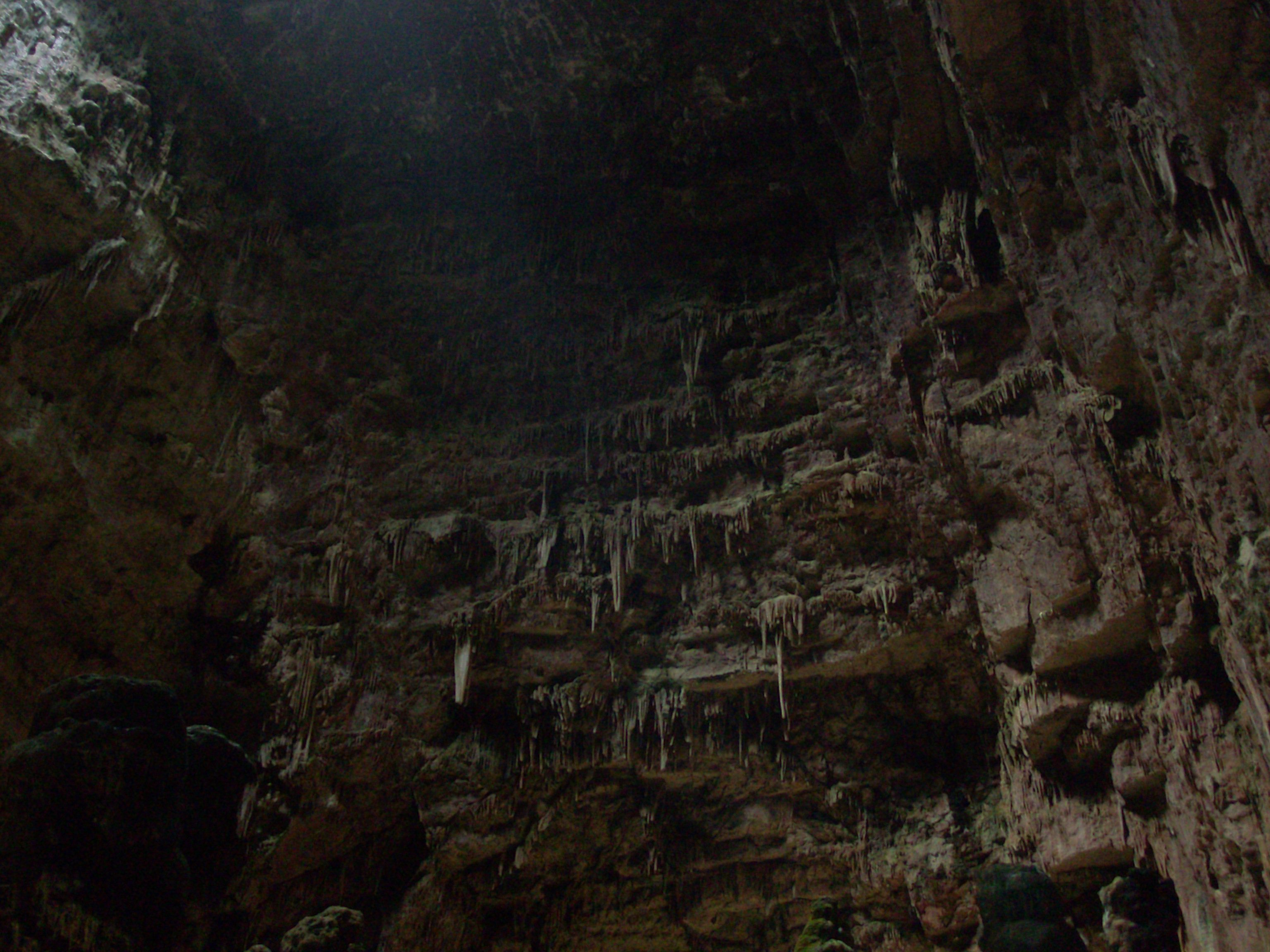

## Il Museo speleologico Franco Anelli
Inaugurato nel 2000, a 62 anni dalla scoperta del sistema carsico, è intitolato allo speleologo lodigiano Franco Anelli (1899-1977) che delle grotte fu, oltre che scopritore, anche divulgatore e appassionato direttore. Agli originari intendimenti di Anelli (ossia che la visita al Museo Speleologico sarà una facile, dilettevole escursione fra le pagine di un libro affascinante, il libro delle grotte: pochi ordinati capitoli di commento a un ponderoso volume, quello della Scienza delle caverne) si è ispirato, nella realizzazione del percorso didattico-espositivo, il Gruppo Puglia Grotte, l'associazione speleologica castellanese, fondata nel 1971, che – per conto della società Grotte di Castellana – gestisce la struttura.
Il Museo, ospitato nell'edificio progettato nel 1952 dall'architetto Pietro Favia (1895-1972), oltre a rappresentare un utile momento di approfondimento per il turista interessato e un punto di riferimento per la ricerca speleologica pugliese – presso la struttura del Museo è ospitato il Centro di Documentazione Speleologica Pugliese "Franco Orofino" della Federazione Speleologica Pugliese, comprendente una biblioteca tematica, un'emeroteca e un archivio fotografico.
Il 9 dicembre 2015 è stata inaugurata presso il Museo una nuova sala multimediale 3D nell'ambito del progetto "I laboratori del viaggiatore epico", secondo passo del più ampio progetto (SAC) Sistema Ambientale Culturale "La Murgia dei Trulli: dal mare alla Valle d’Itria".

### I laboratori didattici
Il Museo Speleologico "Franco Anelli" è da vari anni meta di un crescente turismo scolastico che, attraverso visite guidate, laboratori didattici e visite speleoturistiche nelle diramazioni laterali delle grotte, rappresenta una delle principali novità del sito carsico negli ultimi anni. Tra i laboratori didattici proposti – nati, secondo l'intendimento di Anelli, per contribuire a diffondere nel mondo della scuola... la conoscenza degli studi del sottosuolo naturale attraverso un'efficace illustrazione del mondo sotterraneo e dei fenomeni che in esso si svolgono o che si sono svolti nel lontano passato della storia geologica d'Italia, fenomeni fisici, biologici e antropici... – vi sono, tra gli altri, quelli di astronomia, scienza delle grotte, speleologia, biospeleologia, geologia ed ecologia. Inoltre presso il Museo Speleologico "Franco Anelli" sono attive una serie di iniziative, allo scopo di favorire l'apprendimento educativo tramite laboratori interattivi e lezioni specifiche da svolgere anche all'interno dell'ambiente ipogeo, come la proposta speleojunior, per consentire agli studenti di vivere l'emozione del buio e di comprenderne gli aspetti più nascosti.

## Trasporti
Le grotte sono servite dalla stazione di Grotte di Castellana, delle Ferrovie del Sud Est, sulla linea Bari-Putignano-Martina-Taranto.

## Le grotte di Castellana nella cultura di massa
Nelle grotte di Castellana sono state ambientate e girate diverse sequenze del film poliziesco Istantanea per un delitto.

## Spettacoli all'interno delle grotte di Castellana

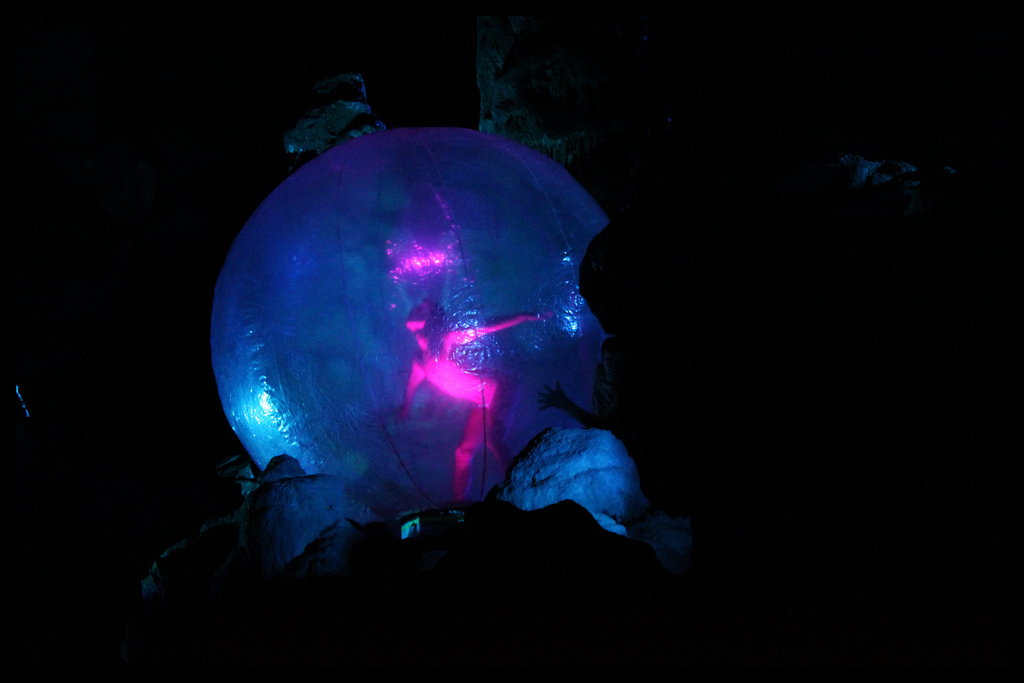
Dallo spettacolo Hell in the Cave 2011

Dal 2008 le grotte di Castellana ospitano Hell in the Cave – versi danzanti nell'aere fosco definito il più grande spettacolo aereo sotterraneo del mondo. Dal 2011 al 2014 ha attratto nella Grave delle grotte di Castellana circa 30 000 visitatori.